# Livro da Vida
No Judaísmo, Cristianismo e Islã, o Livro da Vida (língua hebraica: ספר החיים, transliterado Sefer HaChaim em grego:  βιβλίον τῆς ζωῆς Biblíon tēs Zōēs, Árabe: Kitab al-Amal) é o livro no qual Deus grava os nomes das pessoas que estão destinados ao Céu ou ao Mundo vindouro. De acordo com o Talmud ele será aberto no dia de Rosh Hashanah.